# Astroblepus taczanowskii
Astroblepus taczanowskii es una especie de pez de la familia Astroblepidae en el orden de los Siluriformes.

## Morfología
• Los machos pueden llegar alcanzar los 8 cm de longitud total.

## Distribución geográfica
Se encuentran en Sudamérica: cuenca del río Ucayali.